# Dorna Candrenilor
Dorna Candrenilor est une commune du județ de Suceava en Roumanie.